# Canadees rugbyteam (mannen)
Het Canadees rugbyteam is een team van rugbyers dat Canada vertegenwoordigt in internationale wedstrijden.
Hoewel rugby in Canada een kleine sport is, kan het nationaal rugbyteam gezien worden als een subtopper. Canada heeft dan ook aan alle wereldkampioenschappen meegedaan. Tegen de toplanden komt Canada nog te kort, waardoor ze alleen in 1995 de groepsfase overleefde. Canada speelt regelmatig tegen buurland Verenigde Staten, deze wedstrijden worden meestal gewonnen door Canada.

## Geschiedenis

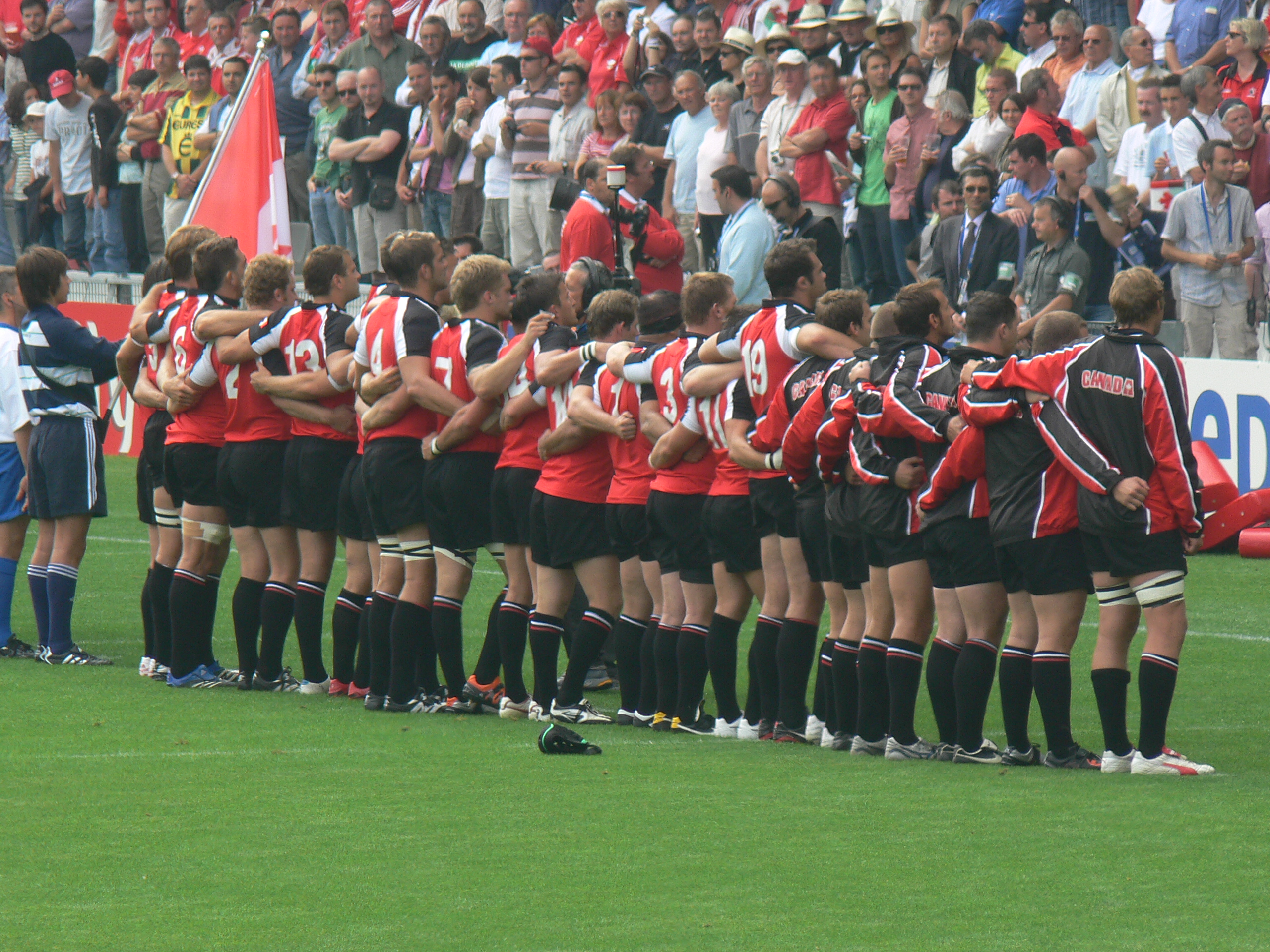
Het Canadees rugbyteam zingt het volkslied voor de wedstrijd tegen Wales op het WK 2007.

De sport rugby is in Canada gekomen door Europese kolonisten. De sport vond zijn weg naar de universiteiten. De eerste internationale rugbywedstrijd vond dan ook plaats aan een universiteit. In 1874 organiseerde de Universiteit van Cambridge uit de Verenigde Staten een wedstrijd tegen de Canadese McGill-universiteit. Ter ere van deze wedstrijd werd in 1974 de wedstrijd opnieuw gespeeld tussen beide universiteiten, met de originele spelregels. Doordat deze wedstrijd een succes was, wordt er elk jaar een wedstrijd gehouden tussen beide teams. De winnaar krijgt de Covo cup, vernoemd naar Peter Covo, een voormalig trainer van het rugbyteam van McGill.
Al snel veranderde de regels van rugby in Canada. Zo mocht men bijvoorbeeld naar voren passen. Doordat het spel anders werd dan het rugby in Europa, wordt deze vorm van rugby ook wel Canadian football genoemd, wat tegenwoordig nog steeds gespeeld wordt.
Tijdens de twee wereldoorlogen werd er geen rugby gespeeld in Canada. Maar ertussen had de rugbysport een opleving, wat zich uitte in twee internationale wedstrijden tegen Japan. Een team van Canadese rugbyers ging in 1932 naar Japan om twee rugbywedstrijden te spelen, die beide verloren werden. De wedstrijden waren vooral bedoeld om de handelsrelatie tussen de twee landen te bevorderen. Het duurde echter tot de jaren 60 voordat er weer interlands gespeeld werden door Canada.

## Wereldkampioenschappen
Canada heeft aan elk wereldkampioenschap deelgenomen met het bereiken van de kwartfinale in 1991 als beste prestatie.
- WK 1987: eerste ronde
- WK 1991: kwartfinale
- WK 1995: eerste ronde
- WK 1999: eerste ronde
- WK 2003: eerste ronde
- WK 2007: eerste ronde
- WK 2011: eerste ronde
- WK 2015: eerste ronde
- WK 2019: eerste ronde